# Der Love Guru
Der Love Guru (Originaltitel: The Love Guru) ist eine US-amerikanische Filmkomödie mit Elementen einer Groteske aus dem Jahr 2008. Regie führte Marco Schnabel, das Drehbuch schrieben Mike Myers und Graham Gordy.

## Handlung
Der Amerikaner Maurice Pitka wächst in Indien auf, wo er von Geistlichen erzogen wird. Er kehrt als Erwachsener in die USA zurück und arbeitet dort als Guru. Er wird beauftragt, zwischen dem Eishockeyspieler Darren Roanoke und dessen Frau Prudence zu vermitteln, denn Darren ist fremdgegangen, weil er Angst hatte, den Stanley Cup zu verlieren (tiefenpsychologisch betrachtet, die Versagensangst seiner Mutter und in weiterer Folge seiner Frau gegenüber). Traurig über das Fremdgehen von Darren hat sich Prudence in ein Abenteuer mit dem Eishockey-Torwart der gegnerischen Mannschaft gestürzt. Die Versöhnung von Prudence und Darren soll die sportlichen Erfolge der Mannschaft Toronto Maple Leafs wieder fördern, der Roanoke angehört.
Pitka lernt Jane Bullard kennen, der das Team gehört, und verliebt sich in sie. Da er jedoch von seinem Lehrmeister einen Keuschheitsgürtel bekommen hat, weist er Bullard zurück. Am Ende versöhnt sich Roanoke mit seiner Frau und sogar mit ihrer Mutter. Die Leafs gewinnen den Stanley Cup gegen die Los Angeles Kings.

## Kritik
Der Film wurde von der Kritik größtenteils verrissen. Auf Rotten Tomatoes wurde der Film mit 14 % bewertet: Von insgesamt 177 gezählten Kritiken kamen nur 23 zu einem positiven Urteil. Zusammenfassend heißt es auf der Seite: „Der Love Guru bringt zu viele Ekel-Gags und zu wenig Lacher und ist damit eines von Mike Myers schwächsten Projekten.“
Roger Ebert schrieb in der Chicago Sun-Times vom 19. Juni 2008, Myers habe einige witzige Filme gedreht, diesen hätten jedoch „unreife Jugendliche“ auf Toilettenwände schreiben können („Myers has made some funny movies, but this film could have been written on toilet walls by callow adolescents“). Er enthalte zahlreiche Penis-Anspielungen, die nicht zwangsläufig witzig seien – entgegen der scheinbaren Einbildung Myers. Sogar die Nebendarsteller wirkten als ahnten sie, dass kein Zuschauer lache.
Brian Lowry schrieb in der Zeitschrift Variety vom 18. Juni 2008, der Film sei „unbarmherzig kindisch“. Er biete „fäkale Witze“ und „dumme Songs“. Der Charakter von Guru Pitka wirke, als ob er der Fernsehsendung Saturday Night Live entnommen wäre. Die Handlung sei löchrig und spiele gegenüber den Gags nur eine untergeordnete Rolle („The porous plot, actually, is all secondary to the shtick“). Der Kritiker lobte die Nebendarsteller Justin Timberlake und John Oliver; Jessica Alba habe wenig zu tun.
Die Zeitschrift Cinema schrieb, der Film sei nicht originell; Myers als Guru wirke „so altbacken wie sein angeklebter Bart“. Der Film lasse seine „Zukunft als Komiker fraglicher denn je erscheinen“. Die Redaktion fasst zusammen, die „abgedroschenen Kalauer und die eindimensionalen Darsteller“ würden „diese Gag-Revue nur schwer erträglich“ machen.
Das Lexikon des internationalen Films beschrieb Der Love Guru als „[e]ine hintergründige Komödie voller popkultureller Anspielungen und Zitate, die das Esoterik-Geschäft kenntnisreich aufs Korn“ nehme und dabei ein „beachtliches Unterhaltungsfeuerwerk“ abbrenne.

## Hintergrund
Mike Myers sagte in einem Interview für MTV, er habe die Vorbereitungen der Produktion dieses Films begonnen, nachdem er vom Tod von George Harrison erfahren habe. Am gleichen Tag habe er einen Fanbrief Harrisons bekommen – den letzten, den der Musiker je geschrieben habe. Dies habe ihn bewogen, einen Film über spirituelle Themen zu drehen.
Der Film wurde in Toronto und in einigen anderen Orten in Ontario gedreht. Seine Produktionskosten betrugen schätzungsweise 62 Millionen US-Dollar. Die Filmmusik wurde im Mai 2008 in Burbank aufgenommen.
Der Film startete in den Kinos der USA am 20. Juni 2008. Der deutsche Kinostart folgte am 2. Oktober 2008. Der Film spielte weltweit ca. 40,5 Millionen US-Dollar ein, darunter ca. 32,2 Millionen US-Dollar in den Kinos der USA.

## Auszeichnung
Der Film war nominiert für sieben Goldene Himbeeren und bekam im Februar 2009 die Auszeichnungen als „Schlechtester Film“, „Schlechtester Darsteller“ (Mike Myers) und „Schlechtestes Drehbuch“.

## Parodien
In Disaster Movie wurde die Hochzeit in der letzten Szene im Stil von Der Love Guru gestaltet. Der Guru dort wurde von John Di Domenico dargestellt.